# Генрих I Птицелов
Ге́нрих I Птицело́в (нем. Heinrich der Vogeler; ок. 876 — 2 июля 936, Мемлебен) — герцог Саксонии с 912 года, с 919 года — первый король Германии из Саксонской династии (Людольфингов).
Во время своего правления Генрих проводил наступательную внешнюю политику. Талантливый правитель и искусный политик, он смог значительно укрепить Германское королевство, расширив его территорию за счёт присоединения Лотарингии. Для обороны от набегов венгров Генрих строил укреплённые поселения (бурги) и создал мощную конницу, что позволило ему добиться решающей победы при Риаде. Во время правления Генриха началось завоевание полабских славян. В результате его походов ряд славянских племён, земли которых прилегали к территории королевства, стали данниками короля Германии. На момент своей смерти Генрих был одним из самых могущественных правителей Европы.

## Молодые годы

### Наследник герцогства

#### Происхождение
Генрих происходил из знатного и могущественного остфальского рода Людольфингов. По легенде, династия происходила от саксонского вождя времён походов Карла Великого Бруно Энгернского, отделившегося с энграми и остфалами от язычников саксов. Однако по первичным источникам генеалогия прослеживается только с середины IX века, когда упоминается Людольф, граф в Восточной Саксонии (Остфалии), по имени которого династия и получила своё название. Позднейшие хронисты упоминают его как герцога восточных саксов (лат. dux orientalis Saxonum). Герцогами Саксонии называются и сыновья Людольфа, Бруно и Оттон I.
Младшим из троих сыновей герцога Саксонии Оттона I Сиятельного и Гедвиги Бабенбергской был Генрих, будущий король. Точный год его рождения неизвестен, но предполагается, что он родился около 876 года. О детстве и юности Генриха в исторических источниках ничего не сообщается: в них он начинает упоминаться уже в достаточно зрелом возрасте. Его старшие братья умерли ещё при жизни отца, в результате чего Генрих стал наследником Саксонии.

#### Браки Генриха
В 906 году Генрих, которому в тот момент было около 30 лет, женился на Хатебурге, дочери графа Эрвина, вероятно, владевшего областью около города Мерзебург. Титмар Мерзебургский сообщает, что Генрих настойчиво предлагал ей руку и сердце «ради её красоты и пользы от наследования богатства». Церковные власти препятствовали этому браку, поскольку Хатебурга к тому времени успела уже овдоветь и удалиться в монастырь, но это не остановило Генриха. От этого брака родился единственный сын Танкмар. Впрочем, в 909 году Генрих и Хатебурга развелись.
Поводом для развода послужила незаконность заключения брака. Одновременно незаконнорождённым стал и старший сын Генриха, Танкмар, который в одной из хроник времён наследника Генриха, Оттона I Великого, назван «братом короля, рождённым от наложницы». Истинной же причиной развода стало изменившееся положение Генриха: его старшие братья, Танкмар и Людольф, к тому моменту уже умерли, что сделало Генриха наследником отца. Для упрочнения своего положения Генрих и решил найти более знатную супругу. После развода Хатебурга удалилась в монастырь, однако её приданое Генрих удержал за собой. Его новой избранницей стала Матильда, происходившая из богатого и знатного вестфальского рода, восходящего к знаменитому вождю саксов VIII века Видукинду. Благодаря этому браку Генрих смог распространить своё влияние на Вестфалию.

#### Первый поход
Ко времени первого брака относится первый самостоятельный военный поход Генриха. Мерзебург, который он получил в приданое за Хатебургой, находился на границе с территорией, заселённой славянским племенем далеминцев. Инициатором похода стал герцог Оттон, отец Генриха. Выступив из Мерзебурга, Генрих смог одержать над славянами лёгкую победу, однако далеминцы призвали себе на помощь венгров, вторгшихся в Саксонию и жестоко опустошивших её. Многие жители Саксонии погибли или были угнаны в неволю.

### Правление в Саксонии

#### Саксония в начале X века
Во время правления Людовика IV Дитяти королевская власть в Восточно-Франкском королевстве была слаба. Вместо малолетнего короля правили архиепископ Майнца и епископы Констанца и Аугсбурга, которые больше заботились об интересах церкви, чем единого государства. Благодаря этому значительно усилились племенные герцогства, в том числе и Саксония, герцог которой, Оттон, сумел добиться значительной концентрации власти в своих руках, а после гибели в 908 году в сражении при Эйзенахе маркграфа Тюрингии Бурхарда присоединил к Саксонии ещё и его владения.

#### Избрание королём Конрада I Франконского
В 911 году умер король Людовик Дитя, а с ним угасла и восточнофранкская ветвь Каролингов. Главным претендентом на королевство, согласно древнегерманскому обычаю, был король Западно-Франкского королевства Карл III Простоватый, однако германская знать отказалась признать его права, решив избрать нового короля из числа герцогов королевства. Первоначально корона была предложена Оттону Саксонскому, но 75-летний герцог отказался. В итоге, в ноябре 911 года в Форхайме новым королём был избран герцог Франконии Конрад. Его восхождение на престол было поддержано герцогами Саксонии, Баварии и Швабии. Однако вскоре новый король поссорился с правителями всех герцогств.

#### Конфликт Генриха с королём Конрадом
Оттон умер в следующем, 912 году, новым герцогом Саксонии стал Генрих. Вскоре после этого король Конрад, стремившийся уменьшить власть племенных герцогов, правивших в своих владениях как суверенные правители, потребовал от Генриха вернуть Тюрингию, присоединённую к Саксонии его отцом. Герцог ответил отказом и, более того, захватил саксонские и тюрингские владения верного вассала короля, архиепископа Майнца Гаттона. Во время конфликта с Генрихом, в 913 году, Гаттон умер.
В это время Конрад, занятый борьбой против герцога Швабии Эрхангера, не мог воевать против Генриха. Только в 915 году брат Конрада, герцог Франконии Эбергард, напал на владения Генриха, но в битве при Эресбурге был разбит. После этого Генрих вторгся во Франконию, однако, узнав о приближении войска под командованием самого короля Конрада, отступил в Саксонию. Конрад преследовал саксонцев до Гроны под Гёттингеном, но не смог одержать победу над мятежным герцогом. В итоге, Конрад предпочёл договориться с Генрихом, который признал его королём, но сохранил полную власть над всеми своими владениями, что было вынужденно признано Конрадом. В дальнейшем Генрих с королём не конфликтовал. Возможно, что именно тогда Конрад I пообещал Генриху право наследования трона, но доказательств этого нет.

## Правление в Германии

### Избрание Генриха королём Германии

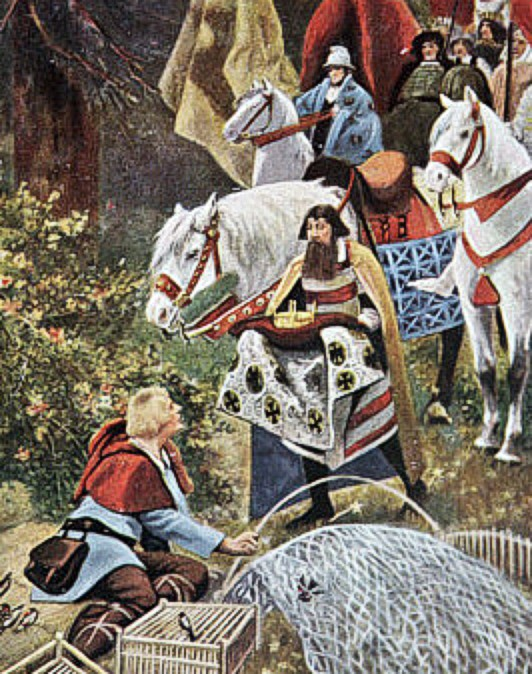
Генриху подносят королевский венец (художник Герман Фогель, 1900 год)

23 декабря 918 года умер бездетный король Конрад. По сообщению Видукинда Корвейского, чувствуя приближение смерти, Конрад велел своему брату Эберхарду отказаться от притязаний на престол и передать знаки королевской власти — меч и венец франкских королей, священное копьё и королевскую порфиру — герцогу Генриху Саксонскому. Хотя ряд историков и подвергали сообщение Видукинда сомнению, но его известия подтверждают «Продолжатель Регино» и Лиутпранд Кремонский. Эберхард выполнил волю брата, после чего хранил верность Генриху до его смерти.
Существует рассказ, согласно которому гонцы с известием об избрании Генриха королём застали его, когда он занимался ловлей птиц близ города Кведлинбург. Хотя достоверность данного рассказа подвергается историками сомнению (у Видукинда отсутствуют такие подробности), в историографии, начиная с XII века, за Генрихом закрепилось прозвище «Птицелов».
Несмотря на волю Конрада, выборы нового короля затянулись. Только в мае 919 года во Фрицларе, располагавшемся на границе Саксонского и Франконского герцогств, собралась саксонская и бо́льшая часть франконской знати, которые провозгласили королём Генриха. Однако баварская знать и оставшаяся часть франконской отказались признать Генриха сюзереном, избрав своим правителем герцога Баварии Арнульфа. Швабская знать в выборах не участвовала, хотя, по сообщению некоторых анналов, часть швабского духовенства поддержала Генриха.
Несмотря на то, что архиепископ Майнца Херигер предложил помазать и короновать Генриха, тот отказался. Причиной этого Видукинд называет скромность Генриха, однако, по мнению историков, здесь проявилась предусмотрительность Генриха, не желавшего зависеть от воли церковных иерархов, которые при Конраде пользовались огромным влиянием. Однако с этого момента он именовал себя королём, носил корону и использовал королевскую печать. Духовенству не очень понравилось, что Генрих проигнорировал формальную процедуру, однако новый король, желая привлечь на свою сторону церковь, назначил канцлером королевства архиепископа Херигера, чем поставил его в зависимость от себя. Также Генрих признал за поддержавшим его Эберхардом титул герцога Франконского.

### Подчинение Швабии и Баварии

#### Германские герцогства в начале правления Генриха

Священная Римская империя в X веке

Одной из первых задач Генриха после избрания королём было добиться признания своего титула среди остальных герцогов. В момент смерти Конрада в состав Восточно-Франкского королевства входило четыре так называемых племенных герцогства: Саксония (с Тюрингией), Бавария, Франкония и Швабия. Саксонское герцогство находилось под контролем самого Генриха, герцог Франконии Эберхард признал власть Генриха, однако герцоги Швабии и Баварии за время правления Людовика IV и Конрада I добились значительной самостоятельности, практически не подчиняясь королю. Несмотря на то, что Генрих в момент избрания был самым могущественным магнатом королевства, сразу же подчинить герцогов своей власти он не смог. Для того чтобы добиться признания герцогов Баварии и Швабии, Генрих постарался достигнуть с ними компромисса.
Первым шагом был отказ от политики Конрада, опиравшегося при борьбе с герцогами на церковных иерархов. По мнению историков, именно этим было вызвано уклонение от коронации в Фрисларе. Однако герцоги Баварии и Швабии не стремились признавать над собой королевскую власть: герцог Баварии Арнульф сам был провозглашён своими сторонниками королём, а герцог Швабии Бурхард II занял выжидательную позицию. Тогда Генрих перешёл к активным действиям.

#### Подчинение Швабии
Вначале он выступил против герцога Швабии Бурхарда, который был менее серьёзным противником. Бурхарду удалось утвердиться в Швабии после казни Конрадом I герцога Эрхангера. Однако власть его в герцогстве не была прочной. Кроме того, Бурхарду пришлось вести борьбу с королём Верхней Бургундии Рудольфом II, владения которого граничили со Швабией. В итоге, когда Генрих с армией вторгся на территорию Швабии, герцог Бурхард предпочёл признать над собой власть короля. В награду за это Генрих не только признал титул Бурхарда, но и сохранил за тем право повелевать швабской церковью. Кроме того, таким образом Генрих обеспечил защиту своего королевства от правителя Верхней Бургундии.

#### Подчинение Баварии
Следующей целью Генриха стало подчинение Баварии. В отличие от Бурхарда, герцог Арнульф приготовился дать отпор королевской армии и оказал ожесточённое сопротивление. Первый поход Генриха в Баварию в 920 году окончился неудачно. Однако после того, как Генрих осадил Регенсбург, где укрылся Арнульф, тот предпочёл заключить мир с королём. Арнульф отказался от прав на корону, признав Генриха королём. Взамен Арнульф сохранил обширные герцогские полномочия, а также получил право назначать епископов в Баварии. По словам Лиутпранда Кремонского, Генрих также признал за Арнульфом право свободно вести войну. Таким образом, Генрих добился своей цели, подчинив последнее племенное герцогство своей власти.
В результате уже к 921 году Генрих I смог восстановить единство Германского королевства, в котором, однако, герцоги сохранили обширные права в своих владениях.

### Отношения с Западно-Франкским королевством и подчинение Лотарингии
Разобравшись со внутренними проблемами королевства и упрочив в нём свою власть, Генрих смог перейти к внешнеполитическим задачам, успешное решение которых подняло его престиж.

#### Лотарингский вопрос
Одной из них стал лотарингский вопрос. По Мерсенскому договору 870 года часть королевства Лотарингия к востоку от Мозеля оказалась подчинена королям Восточно-Франкского королевства, а в 879 году король Людовик III Младший, воспользовавшись смутой в Западно-Франкском королевстве, смог присоединить к своим владениям и западную часть Лотарингии. В 895 году император Арнульф Каринтийский выделил Лотарингию в качестве королевства своему незаконному сыну Цвентибольду. Однако против него выступила знать, которую возглавлял Ренье Длинная Шея, вступивший в союз с королём Франции Карлом III Простоватым. В результате Цвентибольд был убит 13 августа 900 года в одном из сражений, а фактическим правителем Лотарингии стал Ренье.
После смерти короля Людовика IV Дитяти лотарингская знать, которую возглавлял Ренье Длинная Шея, отказалась признать своим правителем Конрада I Франконского, поскольку он не был Каролингом. Чтобы сохранить свою власть, в 911 году Ренье присягнул королю Западно-Франкского королевства Карлу III Простоватому. В результате этого Лотарингия вошла в состав Западно-Франкского королевства, сохранив при этом самостоятельность, поскольку Карл не имел возможностей утвердить в Лотарингии свою власть. Все попытки Конрада вернуть Лотарингию оказались безуспешными, и после 913 года он смирился с её потерей.

#### Конфликт 920—921 годов
После смерти Ренье его владения унаследовал старший сын, Гизельберт. Вскоре он поссорился с Карлом Простоватым и, желая получить королевскую корону, в 920 году поднял окончившееся неудачей восстание против короля Франции. Генрих решил поддержать Гизельберта, но его поход (920) успехом не увенчался. В итоге Гизельберт был вынужден бежать в Германию, где нашёл пристанище при королевском дворе. Вскоре Генриху удалось примирить Гизельберта с Карлом. Более того, король Западно-Франкского государства признал за Гизельбертом герцогский титул.
В 921 году мир между Карлом Простоватым и Генрихом I был нарушен. Король западных франков, желавший расширить свои владения, вторгся в Эльзас, который он пытался захватить ещё после смерти Людовика IV Дитяти. Однако его армия дошла только до Вормса. Около города он узнал о том, что здесь собирается армия короля Генриха, после чего спешно вернулся в свои владения. В итоге 7 ноября 921 года Карл встретился с правителем Германии около города Бонна, на корабле посреди Рейна. В результате был заключён Боннский договор, принёсшее Генриху большой внешнеполитический успех: он обеспечил ему, не Каролингу, признание западнофранкского Каролинга. При этом Карл называл Генриха «своим другом, восточным королём», а Генрих Карла — «Божьей милостью королём западных франков». По договору Генрих признал Карла сеньором левобережной Лотарингии.

#### Мир с Робертом I Французским
В 922 году западнофранкская знать, недовольная политикой Карла Простоватого, избрала из своей среды нового короля в противовес Карлу. Им стал маркиз Нейстрии Роберт I Парижский. В числе поддержавших Роберта был и Гизельберт Лотарингский. В начале 923 года Роберт встретился в Лотарингии с Генрихом I. Источники не сообщают о том, каких договорённостей они достигли. По мнению историков, вероятнее всего, были подтверждены условия Боннского договора. Однако вскоре Роберт погиб в битве при Суассоне, а Карл Простоватый попал в плен к графу Герберту II де Вермандуа, где он умер в 929 году.

#### Присоединение Лотарингии
Новым королём Западно-Франкского королевства стал герцог Бургундии Рауль, избрание которого отказался признать Гизельберт Лотарингский. В отличие от Карла Простоватого, происходившего из династии Каролингов, Рауль не имел династических прав на Лотарингию, и после того, как новый король захватил одну из крепостей в Эльзасе, Гизельберт и архиепископ Трира Руотгер призвали на помощь правителя Германии. Воспользовавшись сложившейся ситуацией, Генрих в 923 году организовал поход в Лотарингию, захватив области вдоль Мозеля и Мааса. Когда же Гизельберт в очередной раз решил переменить лагерь и в 925 году перешёл на сторону короля Рауля, германский монарх предпринял новый поход. Вскоре Лотарингия полностью перешла под контроль Генриха I. По сообщению хрониста Флодоарда, вся лотарингская знать присягнула Генриху. Король Рауль, положение которого в Западно-Франкском королевстве было шатким, не смог противостоять захвату Лотарингии правителем Германии, который включил её в состав своего королевства.
Гизельберт, попавший в плен к Генриху, был вынужден покориться его власти, а тот не только признал герцогский титул Гизельберта, но и в 928 году выдал за него замуж свою дочь Гербергу. Благодаря этому Лотарингия оказалась прочно привязана к Германии, став пятым племенным герцогством в её составе.
Присоединение Лотарингии к Германскому королевству стало важным событием в германской истории и обеспечило Генриху перевес над правителями Западно-Франкского королевства. Кроме того, это событие стало одной из социально-экономических и политических предпосылок для возникновения в дальнейшем Священной Римской империи.

#### Отношения с королём западных франков Раулем
В дальнейшем Генрих I умело использовал междоусобицы в Западно-Франкском королевстве для увеличения влияния Германского королевства в европейских делах. Первоначально он продолжал поддерживать оппозиционных королю Раулю французских князей — Герберта II де Вермандуа и Гуго Великого (сын короля Роберта I), которые не раз посещали короля Германии. После смерти в 929 году Карла Простоватого Гуго Великий помирился с Раулем, что вынудило Герберта, опасавшегося потерять захваченные им Реймс и Лан, присягнуть Генриху I.
Однако король Рауль, обеспокоенный подобным союзом, в свою очередь, стал искать контактов с Генрихом I. Рауль, не будучи Каролингом, не имел династических прав на Лотарингию. Стремясь укрепить свои позиции в Западно-Франкском королевстве, Рауль предпочёл не пытаться вернуть утраченные в ходе конфликта с правителем Германии территории и отправил к Генриху послов с предложением заключить мир. Генрих I счёл, что для него союз с королём Раулем, проявившим себя хорошим правителем, был предпочтительнее союза с ненадёжным Гербертом II де Вермандуа. Однако полное поражение Герберта, некоторые владения которого были захвачены королём Раулем и присоединившимся к нему герцогом Лотарингии Гизельбертом, также не отвечало интересам Генриха I. Он принял бежавшего в Германию Герберта, но не мог ничего предпринять до завершения войн против венгров, славян и датчан. Только после окончания военных действий Генрих послал представительное посольство к Раулю. В состав посольства вошли герцоги Гизельберт Лотарингский и Эбергард Франконский, а также ряд лотарингских епископов, целью посольства было способствовать заключению мира между королём Раулем и Гербертом II де Вермандуа.
В июне 935 года в Лотарингии Генрих встретился с королём Западно-Франкского королевства Раулем, а также с королём Бургундии Рудольфом II. Итогом этой встречи было заключение мира между королём Раулем и Гербертом II де Вермандуа, получившим назад захваченные ранее свои владения. Кроме того, между тремя королями был заключён договор о дружбе. Эта встреча, фактически, означала признание главенства Германского королевства над своими более слабыми соседями. И она была апофеозом могущества Генриха I, что могло позволить ему в будущем претендовать на императорскую корону. Однако скорая смерть не дала Генриху возможности осуществить свои планы.

### Борьба с венграми, славянами и датчанами

#### Венгерские вторжения 919—926 годов
Одной из самых серьёзных проблем, с которой сталкивались правители Германии в первой половине X века, были набеги венгров, опустошавших территорию королевства. Королю Конраду I с набегами справиться не удалось, он предоставил бороться против них герцогам. Хотя в 913 году герцоги Баварии и Швабии смогли нанести поражение вторгшимся венграм, но этот успех так и остался единичным, и после него венгры продолжили свои нападения.
Став королём, Генрих I также столкнулся с этой проблемой, однако и ему в первое время пришлось испытать ряд неудач. Во время вторжений в 919, 924 и 926 годах король ничего не мог противопоставить венграм, опустошившим разные области королевства. В том числе оказался разграблен и сожжён и знаменитый Санкт-Галленский монастырь, который был крупным культурным центром Германии. В 926 году в Саксонии Генрих I попытался дать венграм отпор, однако был разбит и укрылся в замке Верла. Однако при этом Генриху повезло захватить в плен одного из венгерских вождей, в обмен на освобождение которого и выплату большой ежегодной дани король смог заключить девятилетнее перемирие. В результате этого соглашения набеги на территорию Германии временно прекратились.

#### Строительство бургов
Выигранное в результате перемирия время Генрих I использовал для организации обороны от набегов. В ноябре 926 года на съезде знати в Вормсе был принят Burgenordnung — устав, согласно которому началось строительство крепостей (бургов), гарнизоны которых набирали из местных крестьян. Видукинд Корвейский довольно подробно описывал организацию подобных поселений. По его сообщению, крестьяне-воины (лат. milites agrarii) объединялись в группы, в которых каждый девятый человек из гарнизона был занят воинской службой, а остальные восемь обязаны были заботиться о его содержании. Бурги должны были служить убежищем для местного населения во время набегов, поэтому в них создавались запасы продовольствия, на которые шла третья часть урожая. В дальнейшем эти крепости выросли в полноценные города, благодаря чему Генрих I прослыл строителем городов. Многие из уже существовавших городов, которые до этого не имели оборонительных укреплений, были окружены каменными стенами. Эти меры были обязательны не только для Саксонии, но и для всех владений королевства.

#### Походы против славян
Для прямого противостояния венгерской коннице Генрих I создал в Саксонии тяжеловооружённую конницу. По сообщению Видукинда, для того, чтобы её испытать и закалить, король Германии начал проводить завоевательную политику по отношению к западным славянам.
Первая военная кампания была организована против полабских славян. Она началась осенью 928 года, когда Генрих I вторгся на территорию, заселённую племенем гавелян. В это время реки и болота были уже скованы льдом, в результате чего города гавелян оказались без естественной защиты. Во время похода войско Генриха захватило главный город гавелян — Бранибор (сейчас Бранденбург). При этом попал в плен и сын князя гавелян Баклабича по имени Тугумир, который был отправлен в Саксонию. Следующей целью Генриха стало племя далеминцев, которые не раз до этого нападали на Тюрингию. Далеминцы оказали армии Генриха упорное сопротивление, однако ему, в итоге, удалось захватить их главный город Гану. Для того чтобы удержать эту территорию, Генрих основал бург, который позже вырос в город Мейсен. Весной 929 года Генрих, призвав на помощь герцога Баварии Арнульфа, вторгся в Чехию. Здесь армии Генриха удалось дойти до Праги, после чего князь Вацлав I признал себя данником короля Германии. Затем Генрих вернулся в Саксонию.
По сообщению Видукинда, во время похода 928—929 годов также были подчинены племена ободритов, вильчан (лютичей) и ратарей. Однако на основании анализа других источников историки сделали вывод, что ободриты были завоёваны только в 931 году, а о подчинении вильчан и ратарей кроме Видукинда никто не сообщает. К августу 929 года Видукинд относит восстание ратарей, против которых были отправлены графы Бернард и Титмар, они разбили ратарей и захватили их крепость Лучин. В 932 году были подчинены и лужичане.
В результате этих походов восточная граница королевства оказалась окружена поясом зависимых от него славянских племён. При Генрихе эти территории так и не были включены в состав королевства, находясь под управлением собственных князей, плативших дань.

#### Битва при Риаде

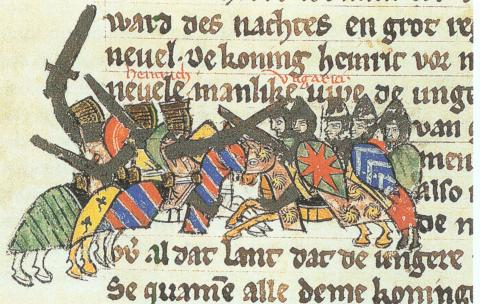
Сражение Генриха I с венграми. Миниатюра из «Саксонской великой хроники» (Гота, около 1270 года).

После подчинения славян Генрих I решил, что располагает достаточными силами для борьбы против венгров. В 932 году на собрании знати в Эрфурте было решено прекратить уплату дани венграм. Результатом этого стал ожидаемый набег венгров весной 933 года, и сразу же выяснилось, что меры для защиты владений королевства, предпринятые Генрихом, оказались действенными. При этом венгров отказались поддерживать славяне, даже их старые союзники далеминцы. Узнав о набеге, Генрих собрал армию, в состав которой, по свидетельству Флодоарда, входили представители всех германских племён. Поскольку венгры разделились, то и германская армия была разделена на два отряда: один из них разбил венгров в Южной Саксонии, а основная армия двинулась навстречу наиболее многочисленной армии противника. 15 марта 933 года армия Генриха на реке Унструт недалеко от селения Риаде в Тюрингии разбила венгров. Видукинд сообщает, что все венгры были уничтожены, однако в действительности многие бежали. Лагерь венгров был захвачен, при этом было освобождено много пленников.
Разгром венгров произвёл на современников огромное впечатление. Сообщения о победе содержатся во всех саксонских, баварских, франконских и швабских анналах. Кроме того, значительно вырос авторитет Генриха. Видукинд сообщает, что войско прямо на поле битвы провозгласило Генриха «отцом отечества» (лат. Pater patriae), повелителем (лат. rerim dominus) и императором (лат. Rerum dominus imperatorque ab exercitu appelatus). Возросло и международное влияние Генриха. Здесь проявилась концепция «неримской императорской власти», независимой от папства, восходившей к временам Карла Великого, которая выражала первоначально идею гегемонии одного народа над другими не в универсальном, а в локальном смысле слова. Видукинд, который писал свою хронику после образования Священной Римской империи, воспринял победу Генриха над венграми в свете данной концепции и датой основания империи считает не 962 год, а 933. По мнению исследователей, Генрих планировал принять титул императора, но этому помешала его смерть.
Победа Генриха прекратила на некоторое время набеги венгров и позволила королю сосредоточиться на других делах. В Германии, которой можно было не опасаться нового венгерского нападения, началось восстановление и обновление разрушенных церквей и монастырей, а перед Генрихом встала новая цель — обеспечить защиту северной границы королевства, которой угрожали набеги норманнов, под которыми чаще всего подразумевались датчане.

#### Война с Данией
В 934 году пришло известие о том, что на смежные с Саксонией земли фризов нападают датчане. Для того чтобы усмирить нападавших, Генриху хватило одного похода. В результате датский король Кнуд согласился заключить мир. По сообщению Видукинда, правитель датчан согласился принять христианство, однако это известие не подтверждается другими источниками.
При Генрихе же начали образовываться пограничные марки для защиты территории от славян и датчан. В результате Генрих восстановил старую Датскую марку, которая располагалась между Эйдером и бухтой Шлей. Этим были созданы предпосылки для распространения в Скандинавии христианства.

### Отношения с церковью и знатью

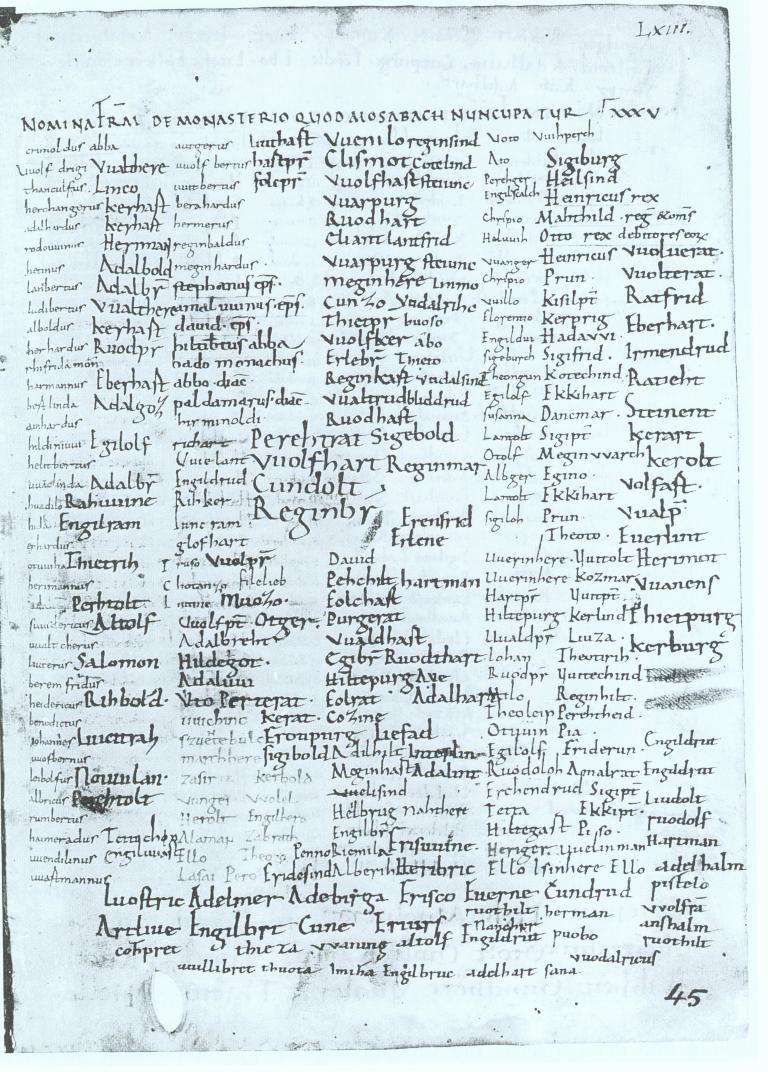
Имена Генриха I и членов его семьи в «Книге побратимов аббатства Райхенау» (929 год).

#### Отношения с церковью
В отличие от своего предшественника, Конрада I, который при управлении королевством опирался на традиции каролингских королей, Генрих I первоначально отошёл от этой политики. Однако по мере роста мощи и упрочнения своей позиции в королевстве наметилось его возвращение к имперским традициям Каролингов, которыми во многом определялась политика короля Генриха в последние годы его правления.
После того как Генрих заключил союз с племенными герцогами, они могли проводить независимую внешнюю политику. Для того чтобы противостоять могуществу герцогов, Генрих, подобно своим предшественникам, сделал ставку на епископов. При этом, если при Конраде I церковь конкурировала за власть с королём, то Генрих постарался подчинить епископов своему влиянию. Для этого он постарался перетянуть в своё окружение епископов, поставив их в зависимость. Так, в 922 году Генрих назначил королевским капелланом архиепископа Майнца Херигера. После этого Генрих создал придворную капеллу, взяв за её основу ту, которая существовала при Карле Великом. В результате епископы потянулись в окружение Генриха.

#### Отношения со знатью

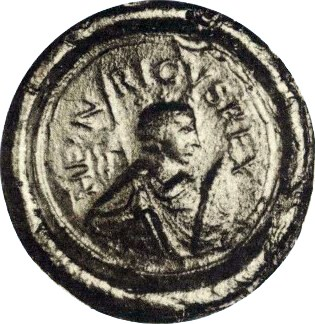
Печать Генриха I на документе от 18 октября 927 года.

Для того чтобы привязать и герцогов к королевской власти, Генриху нужно было вывести церковь в племенных герцогствах из подчинения независимых герцогов Швабии, Баварии и Франконии.
В 926 году при попытке помочь своему зятю, королю Верхней Бургундии Рудольфу II, в борьбе за корону Итальянского королевства погиб герцог Швабии Бурхард II. Его сын был ещё ребёнком, и Генрих воспользовался этим обстоятельством, назначив новым герцогом Германа I фон Веттерау. Для того чтобы закрепить своё положение, Герман женился на Регелинде, вдове Бурхарда II. Не имея достаточной поддержки внутри герцогства, Герман был вынужден ориентироваться на короля. Король Генрих сразу же лишил нового герцога права распоряжаться имперской церковью в Швабии, а также запретил ему проводить самостоятельную политику в отношении Бургундского и Итальянского королевств.
Пытался проводить самостоятельную итальянскую политику и герцог Баварии Арнульф. В 934 году он совершил поход в Италию, желая сделать королём своего сына Эберхарда, но эта попытка окончилась неудачей. Такая самостоятельность противоречила интересам Генриха, который имел свои виды на Италию, а также интересам центральной королевской власти. Возможно, что Генрих намеревался подчинить Баварию таким же образом, как и Швабию, но возможности ему такой не представилось. Арнульф пережил Генриха и смог сохранить относительную самостоятельность для своего герцогства.

### Начало христианизации славян
При Генрихе I началась христианизация славян-язычников, живших к востоку от королевства. В первую очередь это касалось племён, подчинённых во время славянских походов Генриха 928—929 годов. На этих территориях возводились христианские храмы. Эту политику продолжил и наследник Генриха, Оттон I.

### Последние годы правления

#### Подготовка Генриха к походу на Рим

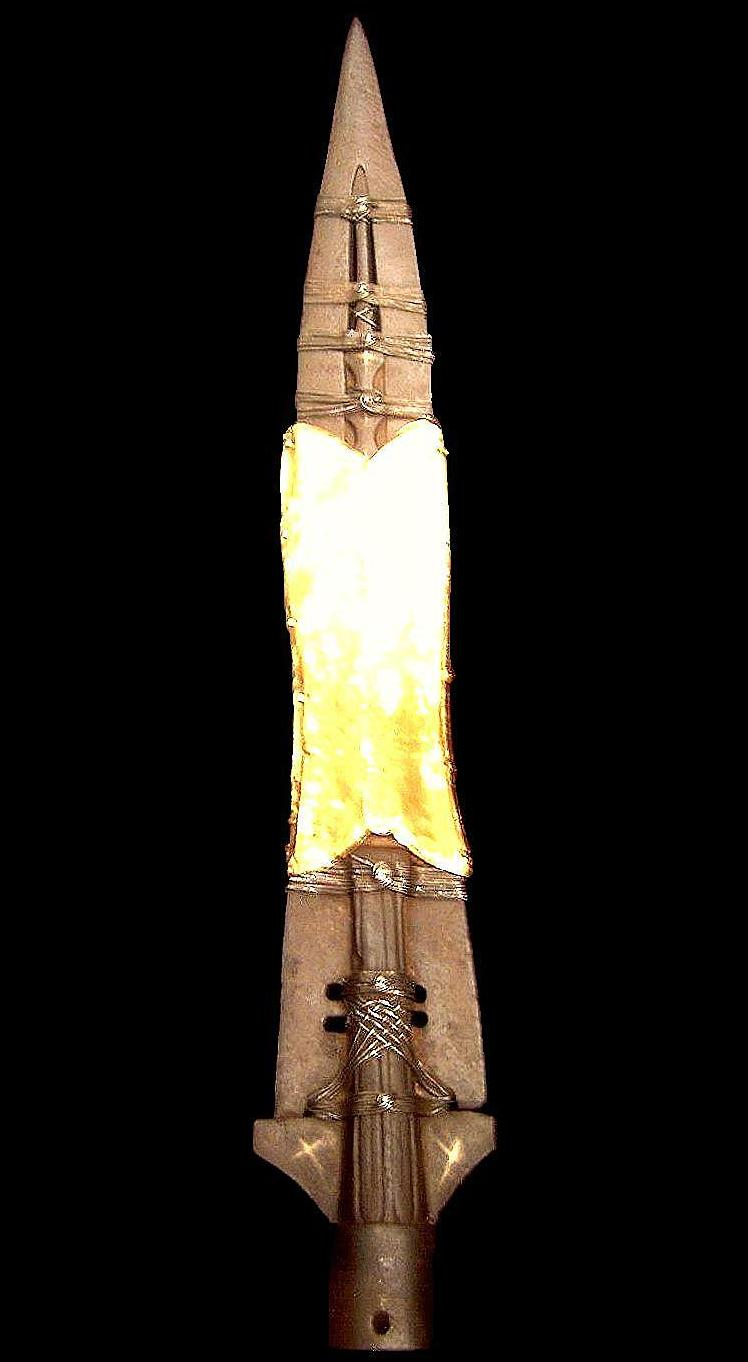
«Венская реликвия», отождествляемая со «Священным копьём»

По сообщению Видукинда, Генрих решил предпринять поход в Рим, но заболел и был вынужден отложить его. К этому известию историки относятся по-разному. В. Гизебрехт сделал предположение, что имеется в виду желание Генриха совершить в Рим паломническую поездку. Часть историков считает это сообщение результатом мифотворчества оттоновской историографии, в результате которой саксонские хронисты X века всячески старались прославлять правителей Саксонской династии. По мнению этих историков, Генрих был здравомыслящим политиком и не мог решиться на подобную авантюру. Так, например, В. Мауренбрехер высказал предположение о том, что Видукинд выдал за план Генриха собственную идею. Другую точку зрения имел Г. Вайтц, который посчитал, что Генрих планировал военный поход в Италию. Эту же точку зрения разделял и Р. Кёпке, исследователь работы Видукинда.
По мнению современных историков, есть косвенные сведения, которые доказывают намерения Генриха отправиться в Рим и короноваться императорской короной. Одним из них является то, что по сообщению Лиутпранда Кремонского Генрих I вынудил короля Бургундии Рудольфа II отдать ему Священное копьё — реликвию, которая считалась копьём Константина I Великого. В обмен Генрих уступил Рудольфу город Базель с окрестными землями. Обладание подобной реликвией делало притязания Генриха I на императорскую корону более существенными. Кроме того, сложившаяся в это время политическая ситуация делала логичной притязания правителя Германии на титул императора. Однако планам Генриха I не суждено было сбыться: им помешала его болезнь и последовавшая за ней смерть.

#### Государственная ассамблея в Кведлинбурге
Одним из важных решений Генриха было установление порядка престолонаследия. Поскольку его первый брак был аннулирован, то родившийся от него сын Танкмар фактически оказался в положении бастарда. Наследником Генриха считался его старший сын от второго брака, Оттон.
Для того чтобы закрепить положение наследника, в середине сентября 929 года в Кведлинбурге Генрих I собрал знать королевства и огласил несколько важных решений. Королева Матильда после смерти Генриха должна была получить в качестве вдовьей доли пять городов, включая Кведлинбург.
На том же съезде Генрих Птицелов объявил о браке семнадцатилетнего Оттона с англосаксонской принцессой Эдит, сестрой короля Англии Этельстана. При этом Генрих отошёл от практики каролингских монархов, которые предпочитали жениться на представительницах местной знати. По мнению саксонской поэтессы X века Хросвиты Гандерсгеймской, которая написала рифмованную историю императора Оттона I, король Генрих не захотел искать невесту в собственном королевстве, из-за чего обратился к англосаксам. Однако женитьба на англосаксонской принцессе давала Оттону возможность породниться с древней саксонской королевской династией. Одна из сестёр Этельстана была замужем за королём Западно-Франкского королевства Карлом III Простоватым, другая — за маркизом Нейстрии Гуго Великим. Когда Генрих изъявил желание женить своего сына на англосаксонской принцессе, король прислал на выбор двух своих сестёр. Генрих остановил свой выбор на Эдит, а её сестра Эдгива в итоге вышла замуж за Людовика, брата короля Бургундии Рудольфа II, что позволило увеличить в Бургундии германское влияние. Кроме того, брак с англосаксонской принцессой давал в будущем правителям Германии повод вмешиваться в дела английского королевства, а к их двору постоянно прибывали изгнанники и просители из Англии.

#### Смерть короля Генриха I Птицелова

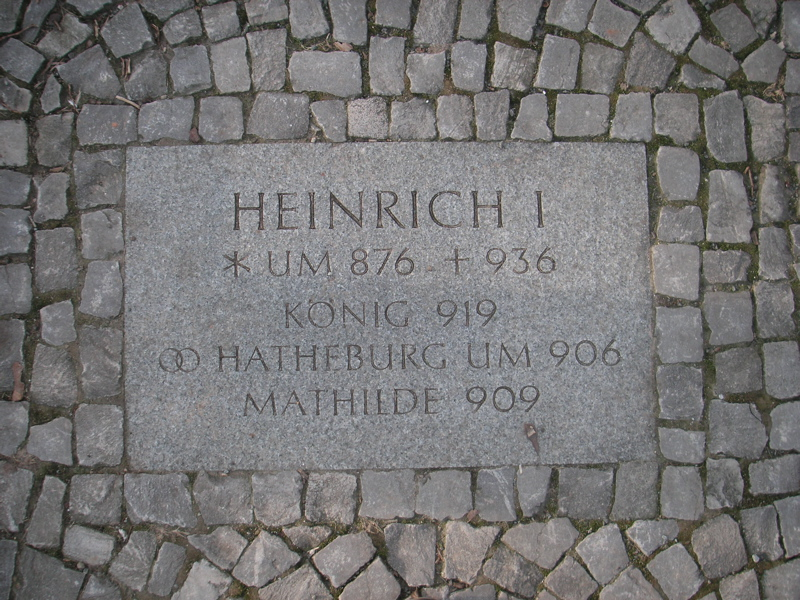
Надгробная плита Генриха I.

В 936 году Генрих I Птицелов серьёзно заболел и 2 июля умер в своём пфальце Мемлебен. Перед смертью Генрих созвал съезд князей в Эрфурте и назвал своим преемником сына Оттона. Похоронен он был в основанном и укреплённом им Кведлинбурге, в церкви Святого Петра под алтарём.

## Образ Генриха в истории и культуре

### Оценка Генриха историографами оттоновского периода
Не сохранилось практически никаких нарративных источников, написанных в период 906—940 годов. Исключение составляют краткие заметки различных анналов (например, «Санкт-Галленских» и «Аламаннских»). Из чуть более поздних работ стоит выделить «Хильдесхаймские анналы» (сохранилась только их краткая редакция), хронику «Продолжателя Регино Прюмского», а также сочинение Саксонского анналиста, которые, вероятно, использовали данные из утраченных ныне источников.
Только во второй половине X века появляются исторические источники так называемой «Оттоновской историографии», в которых описывается в том числе и период правления Генриха I. Они были написаны в то время, когда упрочилось положение Людольфингов как правителей Священной Римской империи. Их сообщения о правлении Генриха I основаны не на информации, полученной из рук очевидцев, а являются преданиями прошедшего времени и отражают уровень осведомлённости историков, а также оценку этих событий людьми эпохи Оттона I и Оттона II.
Одним из важнейших источников является произведение аббата Корвейского монастыря Видукинда «Деяния саксов», созданное около 967—968 годов и посвящённое внучке Генриха I Матильде, аббатисе Кведлинбурга. В первой книге описываются события до смерти Генриха I. Этот труд послужил основой для всех последующих писателей, освещавших данный период. При этом Видукинд, как и все авторы «Оттоновской историографии», прославляет Саксонскую династию. Правление Генриха в это время считается «только» первой ступенью к саксонскому совершенству, которого они достигают при его сыне Оттоне. Некоторые сведения о Генрихе I содержатся и в сочинении «Антаподосис» епископа Лиутпранда Кремонского.
В оттоновской историографии отмечалась эффективность действий Генриха I в деле умиротворения, объединения, интеграции и стабилизации империи. Даже короткие сообщения анналов, относящиеся ко времени правления Генриха, неоднократно подчёркивают, что достижение мира было основной целью короля. Видукинд Корвейский описывает уже первые годы власти Генриха I как время миротворчества и единства. По мнению Видукинда, необычное для того времени сочетание мирных урегулирований и победоносной войны против внешних врагов сделало Генриха величайшим из королей Европы (лат. regum maximus Europae). Будущий архиепископ Адальберт Магдебургский, который продолжал всемирную хронику Регино Прюмского, вводит короля в историю как «ревностного поборника мира» (лат. precipuus pacis sectator), который начал своё правление с «сурового наведения мира».
Начиная с 80-х годов X века Генрих подвергался критике за свой отказ от помазания, в связи с этим он получил прозвище «Меч без рукояти» (лат. ensis sine capulo). Вероятно, на этом основании летописец Флодоард Реймсский отказывает ему в королевском титуле. Также история правления Генриха описывается в «Хронике» епископа Мерзебурга Титмара, написанной в 1012—1017 годах. Источниками для описания периода правления Генриха послужили труд Видукинда, официальные «Кведлинбургские анналы», а также ряд других документов. Будучи деятелем церкви, Титмар Мерзебургский усиленно критиковал Генриха за отказ от помазания, а также за брак с Хатебургой, заключённый вопреки церковным канонам. Кроме того, Титмар подверг критике также зачатие сына Генриха в страстной четверг. В связи с зачатием Генриха, будущего герцога Баварии, в ночь перед страстной пятницей Титмар вспоминает судьбу жителя Магдебурга, который был за такое же прегрешение жестоко наказан. По мнению Титмара, из-за этого род Генриха был проклят, и его потомки погрязли в ссорах и междоусобицах. Лишь с воцарением императора Генриха II «эта картина вражды исчезла и расцвёл, воссияв, цветок доброго мира». Тем не менее, Титмар относится к Генриху I положительно, как основателю династии Оттонов и правителю, создавшему Мерзебургскую епархию.

### Исторические интерпретации

#### Дискуссия Зюбеля и Фикера
В XIX веке важной темой научной дискуссии была восточная политика средневековых властителей. Исследователи, опираясь на исторический опыт[уточнить], пытались выяснить, по какому же пути пойдёт национальное объединение Германии — по так называемому великогерманскому или малогерманскому. По существовавшему тогда мнению, немецкие властители средневековья упустили возможность построить самостоятельную восточную политику. Медиевисты XIX века ставили в упрёк разобщённым разноплемённым средневековым правителям то, что они не видели необходимости в сильном национальном государстве и слишком долго не имели собственной восточной программы.
Протестантский историк Генрих фон Зюбель определил средневековую имперскую политику как «могилу национального общественного блага».
По мнению историков, отстаивавших в XIX веке «малогерманский путь», национальной задачей немецких королей была «восточная политика», а не «имперская»: ориентированная на распространение влияния на восточные земли, она гарантировала процветание королевства. Генрих I шёл по этому пути, но его сын Оттон направил силы империи в другую сторону. Политика Генриха I была высоко оценена Зюбелем, по его словам, этот король, «звезда чистого света на огромном небе нашего прошлого», был «основателем Германской империи, и […] создателем немецкого народа».
Австрийский историк Юлиус фон Фикер, сторонник присоединения к немецкому государству Австрии, в отличие от Зюбеля, защищал политику средневековых императоров и подчёркивал, прежде всего, национальное и универсальное значение «немецкой империи» с общеевропейской точки зрения. Разногласия Зюбеля и Фикера отразились в их письменной дискуссии, получившей название спор Зюбеля — Фикера. В конечном счёте точка зрения Фикера, обладавшего бо́льшей силой убеждения, возобладала, однако идеи Зюбеля в позднейшей исследовательской литературе, посвящённой Генриху I, также нашли своих приверженцев в лице Георга фон Белова и Фрица Керна.

#### Образ Генриха в идеологии национал-социализма
Для идеологов национал-социализма при Генрихе I началось «национальное сплочение немцев», при Оттоне Великом — «сознательная попытка национального укрепления и развития». Вскоре это положение распространилось от учебных центров партии до печатного органа НСДАП Völkischer Beobachter. С другой стороны, Гиммлер и некоторые историки, такие как, например, Франц Людтке, видели только в отце Оттона, Генрихе I, основателя немецкого государства, дело которого было предано сыном. В 1936 году, в тысячелетнюю годовщину со дня смерти Генриха, Гиммлер, выступая в Кведлинбурге, назвал его ведущей фигурой, «благородным строителем своего народа», «правителем тысячелетия» и «первым среди равных». По утверждению современников (в научной литературе обычно к нему относятся с осторожностью), Гиммлер принял себя за инкарнацию Генриха I. Причиной для чрезвычайного подчёркивания значения этого средневекового властителя могла быть схожесть политических устремлений. Актуальной фигуру Генриха делали его сопротивление клерикальному универсализму и борьба против Франции и славян. Благодаря предпринятому им строительству многочисленных укреплений у бывшей «венгерской границы», он, с точки зрения Гиммлера, явился самым ранним протагонистом ориентации немцев на восток. Тысячная годовщина смерти Генриха была отмечена также появлением больших исследований, посвящённых этому правителю. Для руководителя национального Восточного движения Франца Людтке Генрих своим устремлением на восток готовил появление «большого восточного государства». Перемирие, заключённое им в 926 году с венграми, Людтке сравнивал с «навязанным диктатом мира» 1918 года, который должен быть нарушен. Победа над венграми стала возможной благодаря «мощному единению руководителя и народа». Альфред Тос встроил образ Генриха в своём понимании в «Идеологию крови и почвы».
Опубликованная в 1941 году работа Роберта Хольцмана Geschichte der sächsischen Kaiserzeit долгое время и после войны считалась фундаментальным трудом. Хольцман относил основание империи к 911 году. Генрих оставил её «укреплённой и гарантированной». Разумеется, имперские герцоги ещё не были подчинены и пользовались свободой, и духовная жизнь ещё не была развита. Для Хольцмана самой большой заслугой Генриха было сотрудничество всех племён в победе над венграми. Его сдержанное изложение при описании событий и демифологизированная точка зрения, особенно на восточную политику, отражают основную установку исследований после правления национал-социалистов.

### Современные исследования

#### Вопрос об истоках средневековой империи
Впервые концепция образования «немецкой империи» в 919 году или вообще в годы правления Генриха была поставлена под сомнение Гердом Телленбахом в 1939 году. Однако представление о формировании «немецкой империи» как длительном процессе, начавшемся в годы правления Генриха, не оспаривалось. В начале 1970-х годов Карлрихард Брюль, вопреки господствовавшей теории, высказал мнение, что только в период около 1000—1025 годов «Германия и Франция становятся конкретными как сформировавшиеся, независимые величины». По Брюлю Генрих II был первым властителем, которого можно считать немецким королём. Время правления династии Оттонов и позднекаролингский-раннекапетингский периоды для Брюля не были ещё частью соответственно немецкой или французской истории, а определялись им как эпоха действий единых внутрифранкских сил. С 1970-х годов взяло верх убеждение, что «немецкая империя» возникла не как результат какого-то конкретного события, который нужно связывать, например, с одним годом (например, с 919), а стала результатом начавшегося в IX веке процесса, который частично ещё не был завершён в XI—XII веках.
В настоящее время Генрих I и Оттон I уже не считаются символами ранних власти и знати Германии, а скорее представителями архаичного общества.

#### Оценка правления Генриха
В первом после 1945 года издании «Handbuch der deutschen Geschichte» Хельмут Бойман обозначил период с 919 по 926 годы как «отход от каролингской традиции». Знак этого Бойман видел в уклонении Генриха от помазания, а также в отказе от придворных капеллы и канцелярии. В течение последних трёх лет правления Генрих занял, наконец, положение «западноевропейского гегемона». В конце 1980-х годов Бойман пересмотрел своё предположение об отказе от помазания как программном акте для Людольфингов и, напротив, подчеркнул прагматичное усилие относительно достижения согласованного сотрудничества со всеми ведущими силами империи.
С 1980-х годов основная оценка правления династии Оттонов, начавшегося с Генриха I, формировалась благодаря историкам Йоханнесу Фриду, Герду Альтхофу, Хагену Келлеру и Карлрихарду Брюлю. Появившаяся в 1985 году двойная биография Генриха I и Оттона I стала первым свидетельством нового поворота в исследованиях, посвящённых Генриху. Начало переоценке наследников Каролингов положили Альтхоф и Келлер. Несколько ранее, в 1981—1982 годах, в рамках исследовательского проекта «Образование групп и групповое сознание в Средние века», Альтхоф и Карл Шмид занялись детальным изучением записей в «Книге побратимов» монастыря Райхенау и их сравнением с записями в книгах монастырей, служивших в средние века средством сохранения информации, Святого Галла, Фульды и женского монастыря Ремирмон в Лотарингии. В 825 году количество записей в книге Райхенау упало, а с 929 года произошло их явное увеличение, снова резко понизившееся в 936 году, после смерти Генриха. Подобные записи находятся также в книгах монастырей Святого Галла и Ремиремон и в поминальных книгах Фульдского монастыря. Они демонстрируют тот факт, что эти сообщества внесли имена своих членов для молитв о помощи в книги нескольких монастырей. Генрих доверил возносить молитвы за себя и свою семью в различных местах вместе со светской и духовной знатью. Такие объединения были направлены на внутреннюю и, одновременно, родственную мирскую связь и на взаимную поддержку членов группы во всех обстоятельствах жизни. Генрих подхватил эти отношения с благородными союзами людей, закрытые союзы (amicitia) или союзы, скреплённые взаимной клятвой (pacta), и придал им форму инструмента связи со знатью империи. Поддержка этих отношений считается с тех пор характерной чертой властителя Генриха I. Келлер и Альтхоф показали, что объединение знати вокруг короля в основном базировалось на примирении с ней политическими средствами amicitia и pacta. При изучении политики amicitia исследователям стало известно гораздо больше о самом Генрихе как правителе.

### Художественные произведения и поэзия

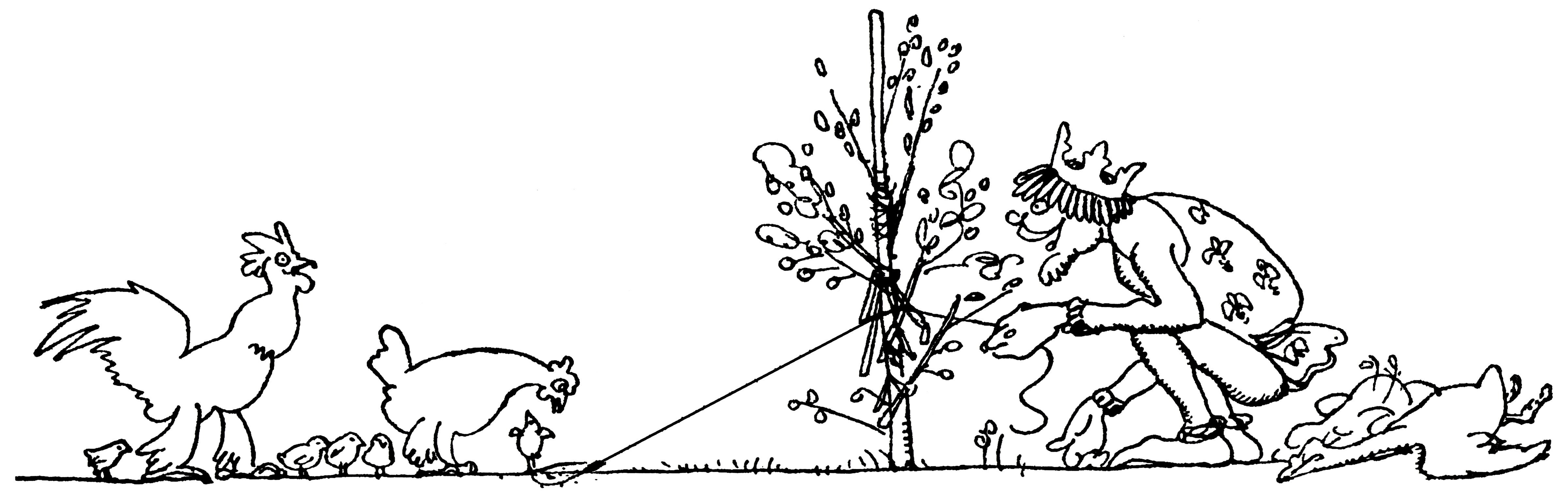
Генрих I на охоте. Карикатура из книги Всеобщая история, обработанная «Сатириконом» (1911 год).

Образ Генриха нашёл отражение и в культуре. Недостаток письменных источников восполнялся в период высокого и позднего средневековья легендами. Благодаря рассказу о том, что гонцы с известием об избрании Генриха королём застали его, когда он занимался ловлей птиц, в историографии, начиная с XII века, за Генрихом закрепилось прозвище «Птицелов» («der Vogler», «Vögel jagte»), хотя достоверность данного рассказа подвергается историками сомнению (у Видукинда отсутствуют такие подробности, хотя он и упоминает о том, что Генрих любил охотиться).
Начиная с Георга Рюкснера, издавшего в 1566 году «Книгу о турнирах», Генрих стал считаться основателем немецких рыцарских турниров. «Чешская хроника» Гаека из Либочан (1541 год) передаёт сказание о дочери Генриха Елене, якобы похищенной и увезённой в Богемию своим любовником, где она жила много лет уединённо. Заблудившись на охоте, Генрих зашёл в один из замков и нашёл дочь. Он вернулся к её убежищу с войсками и осадил замок. Только угроза Елены, что она и её возлюбленный покончат с жизнью, примирила отца с ней.
В XIX веке под влиянием национально-освободительного движения исторический Генрих стал олицетворением освободителя отечества и представителя немецкой империи. При этом образ Генриха сложился под влиянием стихотворения Иоганна Непомука Фогля «Herr Heinrich sitzt am Vogelherd…» (1835 год), переделанного в 1836 в песню композитором Карлом Лэве. Научная работа Георга Вайца привела к появлению многочисленных исторических драм. Исторические романы Фридриха Палмиэ («Хатебурга», 1883) и Эрнста фон Вильденбруха («Немецкий король», 1908) рассматривали отношения Генриха с Хатебургой.
В опере Рихарда Вагнера «Лоэнгрин» Генрих является одним из действующих лиц, его образ трактован в национально-патриотическом духе.
Генрих Птицелов является антагонистом и финальным боссом компьютерной игры «Return to Castle Wolfenstein» — по сюжету группа оккультистов Третьего рейха, Паранормальная дивизия СС, пытается вернуть Генриха I к жизни, чтобы с его помощью переломить ход Второй мировой войны, однако этому противостоит главный герой игры, Уильям Джозеф «Би-Джей» Бласковиц. При этом в игре год смерти Генриха указан как 943, а не 936.

## Итоги правления
В летописной записи об избрании Генриха I впервые было упомянуто выражение «королевство Германское» (лат. regnum teutonicorum), что нередко считается моментом возникновения на месте Восточно-Франкского королевства нового государства — королевства Германии. За время своего правления Генрих показал себя талантливым правителем и искусным политиком. Главным итогом правления Генриха I были окончательное превращение Германии в самостоятельное государство и разрыв тесных отношений, связывавших её с другими осколками Каролингской империи.
За время своего правления Генрих реорганизовал армию, построил укреплённые поселения (бурги), на месте которых в будущем выросли города, благодаря чему Генрих I прослыл строителем городов. Несмотря на то, что Генрих был скован амбициями знати, ему удалось значительно укрепить Германское королевство, создав предпосылки для возникновения при его наследнике Священной Римской империи. Во время правления Генриха началось завоевание полабских славян, которое продолжилось и при его преемниках. Военные победы над славянами и венграми значительно укрепили авторитет Генриха внутри королевства, а дипломатические успехи повысили авторитет Генриха среди правителей соседних с Германией государств. В итоге его правления Германское королевство стало одним из самых могущественных государств Европы.

## Семья

### Браки и дети

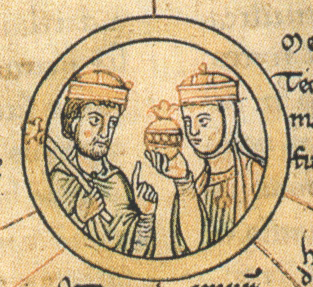
Генрих I и его жена Матильда. Миниатюра из «Генеалогии Оттонидов», XII век

Король Генрих I был дважды женат. Детьми от этих браков были четыре сына и две дочери:
- 1-я жена: (с 906 года) — Хатебурга Мерзебургская (876—906/909), дочь графа Мерзебурга Эрвина. Дети:
  - Танкмар (907/909 — 28 июля 938), лишён отцом наследства.
- 2-я жена: (с 909 года) — Матильда Вестфальская (895 — 14 марта 968, Кведлинбург), дочь графа Дитриха фон Рингельхайма. Дети:
  - Оттон I Великий (912—973), король Германии с 936 года, 1-й император Священной Римской империи с 962 года[92].
  - Герберга Саксонская (913/914 — 969/984); 1-й муж: с 929 года — герцог Лотарингии Гизельберт (880/895 — 939); 2-й муж: с 939 года — король Франции Людовик IV Заморский (921—954).
  - Генрих I (919/922 — 955), герцог Баварии.
  - Гедвига (ок. 922—959/965); муж: с 938 года — герцог Франции Гуго Великий (ок. 897—956).
  - Бруно (ок. 925—965), архиепископ Кёльна с 953 года, герцог Лотарингии с 954 года, канцлер с 940 года.

## Комментарии
1. ↑  В источниках также называется Саксонской династией и династией Оттонидов. О могуществе династии сообщает ряд хронистов — Видукинд Корвейский (Видукинд Корвейский. Деяния саксов, кн. I, 16. — С. 139, прим. 147.), Лиутпранд Кремонский (Лиутпранд. Антаподосис, кн. II, 18. — С. 41.), автор «Жития Матильды» (лат. Mathildis reginae, cap. 1), позже — Титмар Мерзебургский (Титмар Мерзебургский. Хроника, кн. I, 7. — С. 8.).
2. ↑  Обзор старейших «национальных» позиций см.: Friedrich Schneider: Die neueren Anschauungen der deutschen Historiker über die Kaiserpolitik des Mittelalters und die mit ihr verbundene Ostpolitik. 6. Auflage. Innsbruck 1943.